# Els miracles del cel
Els miracles del cel (títol original en anglès: Miracles from Heaven) és una pel·lícula estatunidenca dirigida per la mexicana Patricia Riggen i escrita per Randy Brown, basada en el llibre homònim de Christy Beam, que narra la història real de la seva jove filla que va tenir una experiència propera a la mort i després va sanar d'un trastorn digestiu. La pel·lícula és protagonitzada per Jennifer Garner, Kylie Rogers, Brighton Sharbino, Martin Henderson, John Carroll Lynch, Eugenio Derbez i Queen Latifah. El rodatge va començar a Atlanta, Geòrgia al juliol de 2015 i va ser estrenada el 18 de març del 2016 a través de Columbia Pictures. Ha estat doblada al català.

## Argument
Ambientada a Burleson, Texas, entre 2008 i 2012, la pel·lícula se centra en una nena de 10 anys anomenada Annabel, però els seus amics i família li diuen Anna (Kylie Rogers), filla de Christy Beam (Jennifer Garner). Un dia, Anna comença a vomitar, i quan el seu metge l'examina, no troba res anormal. El 20 de març de 2008, Anna desperta a la seva família a mitjanit a causa d'un intens mal de panxa, prou intens com perquè els seus pares decideixin portar-la a l'hospital. Els metges no troben signes de malaltia, excepte per dir que podria ser reflux àcid o intolerància a la lactosa, però Christy no està convençuda d'això.
L'endemà al matí, Christy finalment troba a un pediatre a l'hospital que pot diagnosticar que l'Anna pateix d'una obstrucció abdominal, i ell els diu que cal operar-la immediatament o morirà. Després que es realitza la cirurgia d'emergència, el metge explica que l'Anna s'ha quedat amb un trastorn de pseudoobstrucció i no pot menjar, per la qual cosa es necessiten tubs d'alimentació per a la seva nutrició. Després, el doctor li explica als Beams sobre el gastroenteròleg pediàtric més important dels Estats Units, el Dr. Samuel Nurko (Eugenio Derbez), que exerceix a Boston, però explica que podrien passar mesos fins que se'ls vegi. El gener de 2009, Christy i Anna viatgen a Boston tot i no tenir una cita amb el metge.
El Dr. Nurko té una obertura d'últim minut, i quan Anna és examinada posteriorment en el Boston Children 's Hospital, es descobreix l'abast de la seva malaltia crònica. Després passa per un tractament extens. Durant aquesta terrible experiència, Anna i la seva mare es fan amigues d'una resident local de Massachusetts anomenada Angela Bradford (Queen Latifah), així com Ben (Wayne Peré) i la seva filla, Haley (Hannah Alligood) la qual pateix de càncer.
El 29 de desembre de 2011, Anna, juntament amb la seva germana gran Abbie (Brighton Sharbino), s'enfilen fins a una branca molt alta d'un vell arbre de cotó. Mentre estan en aquesta branca, comença a trencar-se, llavors Abbie li ordena a l'Anna anar al tronc per seguretat, després de recolzar-se en ell, cau des d'un forat fins a la base de l'arbre. Quan Christy descobreix el que va succeir, crida desesperadament al seu espòs Kevin (Martin Henderson) i al departament de bombers. L'Anna és rescatada pels bombers, els quals adverteixen a Christy que esperi el pitjor dient que ningú podria caure 30 peus sense patir una lesió greu; ossos trencats o paràlisi. Un cop fora, Anna és portada amb avió a un hospital, on se li realitza una sèrie de proves, i totes les proves resulten negatives. A més d'una commoció cerebral menor, Anna no està ferida.
En algun moment després de la caiguda, Anna ja no sembla veure afectada per la seva malaltia. Quan Christy i Anna van a una cita amb el Dr. Nurko, ell li diu a Christy que l'Anna està miraculosament curada. Anna després relata amb els seus pares l'experiència que va tenir durant la tardor. Ella descriu com la seva ànima va deixar el seu cos durant la caiguda, i Déu li va prometre que es curaria de la seva malaltia al seu retorn a la Terra. A l'església, Christy comparteix la història de com Déu va guarir miraculosament a la seva filla amb el seu amor. Quan Christy acaba el seu discurs, un dels congressistes protesta, afirmant que no creu a Christy. Ben, que va viatjar des de Boston a l'escoltar la història de l'Anna, li creu i li revela que Haley va morir en pau perquè Anna li va donar la seva fe quan era a l'hospital, fent que Anna plori per la notícia, ja que Hayley era la seva millor amiga.

## Repartiment
- Jennifer Garner com Christy Beam, mare d'Anna[3]
- Kylie Rogers com Annabel "Anna" Beam
- Martin Henderson com Kevin Beam, espòs de Christy i pare d'Anna
- John Carroll Lynch com el Pastor Scott
- Eugenio Derbez com el Dr. Samuel Nurko, un gastroenteròleg pediàtric que és el metge d'Anna a l'Hospital Infantil de Boston
- Queen Latifah com Angela Bradford, una cambrera que es fa amiga d'Anna i la seva família a l'hospital
- Brighton Sharbino com Abby Beam, una de les filles de Christy.
- Courtney Fansler com Adelynn Beam, filla de Christy
- Wayne Peré com Ben, pare d'Hayley
- Hannah Alligood com Hayley

## Producció

### Desenvolupament
El 8 d'abril de 2015, l'estudi va contractar a Patricia Riggen per dirigir la pel·lícula. El 30 d'abril de 2015, Jennifer Garner va ser triada per protagonitzar la pel·lícula com Christy Beam. El 22 de juny de 2015, The Hollywood Reporter va informar que Queen Latifah va ser inclosa al càsting com una cambrera que es fa amiga d'Anna i Beam a l'Hospital Infantil de Boston. el mateix dia, Variety va confirmar la participació de Martin Henderson en la pel·lícula per interpretar el pare de la nena i marit de Beam.
El 29 de juny de 2015, Kylie Rogers va ser triada per interpretar a Anna, la filla malalta de Beam. El 17 de juliol de 2015, Eugenio Derbez va ser triat per interpretar a un personatge inspirat en un especialista de l'Hospital Infantil, el Dr. Samuel Nurko, un gastroenteròleg pediàtric mexicà que resideix als Estats Units, qui facilita el tractament dels seus pacients joves jugant jocs amb ells. John Carroll Lynch també va ser inclòs en la pel·lícula per interpretar un paper no especificat.

### Rodatge
La fotografia principal de la pel·lícula va començar a Atlanta, Geòrgia, al juliol de 2015, quan Garner va ser vista filmant el 8 de juliol. El rodatge va ser posteriorment confirmat per diverses fonts, juntament amb els anuncis que David R. Sandefur i Emma E. Hickox havien estat designats com a dissenyador de producció i muntador, respectivament. El 2 d'agost de 2015, Latifah i Garner van ser vists en el set de filmació de la pel·lícula a Atlanta.

## Banda sonora
La banda sonora d'Els miracles del cel inclou cançons d'Howie Day, George Harrison, Clayton Anderson i Third Day. La banda de rock cristià de sud Third Day va fer un cameo com la banda de culte de l'església.
| Núm. | Títol                  | Música           | Durada |
| ---- | ---------------------- | ---------------- | ------ |
| 1.   | «Soul On Fire»         | Third Day        |        |
| 2.   | «Right Where I Belong» | Clayton Anderson |        |
| 3.   | «Collide»              | Howie Day        |        |
| 4.   | «Your Words»           | Third Day        |        |
| 5.   | «Here Comes The Sun»   | George Harrison  |        |

## Estrena
L'11 de maig de 2015, la pel·lícula va ser programada per ser estrenada el 18 de març de 2016 per Columbia Pictures.

### Recepció
La pel·lícula va rebre crítiques mixtes per part de la crítica professional però positives per part de l'audiència. En Rotten Tomatoes té un 48% de crítiques positives basat en 35 votacions. En Metacritic té un 44% de comentaris positius. En IMDb té una qualificació de 6,5. L'audiència li va donar un 83% de crítiques positives.